# Кљунорог трубач
Кљунорог трубач (Bycanistes bucinator) је врста птице из реда кљунорошки, која се према модерној класификацији сврстава у породицу Bucorvidae, а према традиционалној у породицу кљунорога (Bucerotidae)

## Опис
Кљунорог трубач је кљунорог средње величине, дуг од 58 до 65 cm. Одликује се великим сивим рогом (casque) на кљуну који је мањи код женки. Очи су смеђе или црвене окружене ружичастом кожом. Маса тела је од 450 до 1.000 g. Кљунорог трубач је сличан кљунорогу сребрнастих образа. Диференцијалне особине укључују потпуно црна леђа, бели стомак и бела пера са доње стране крила (у лету, крила имају беле врхове), као и црвену кожу лица. 
Кљунорог трубач је друштвена птица, обично живи у групама од две до пет јединки, понекад чак и педесет. Овај кљунорог је становник тропских зимзелених шума Бурундија, Мозамбика, Боцване, Конга, Кеније, Намибије и истока јужне Африке, где се храни воћем и великим инсектима. Као и остали кљунорози, женке леже на четири до пет белих јаја, затворене у гнезду у шупљини дрвета или пукотини стене. Гнезди се лети (од октобра до јануара)

## Гајење у заточеништву
Када се гаје у заточеништву, питоме су, могу се заволети и научити разним триковима; уживају у дружењу са власником. Захтевају простране кавезе, довољно велике за слободно кретање јер су активне природе. Треба водити рачуна, ако се исхрана заснива на високом учешћу воћа, о њиховој осетљивости на прекомерно складиштење гвожђа у организму (слично прекомерном складиштењу гвожђа код болести хемохроматозис код људи). Веома су интелигентне птице са животним веком до 20 година. 
Због распрострањености у широком опсегу, кљунорог трубач се оцењује као врста са најмањом бригом према IUCN Црвеној листи угрожених врста.